# (34946) 2286 T-1
2286 T-1 (asteroide 34946) é um asteroide da cintura principal. Possui uma excentricidade de 0.30417660 e uma inclinação de 13.87530º.
Este asteroide foi descoberto no dia 25 de março de 1971 por Cornelis Johannes van Houten e Ingrid van Houten-Groeneveld e Tom Gehrels em Palomar.